# Episodi di Suburra - La serie (terza stagione)
La terza e ultima stagione della serie televisiva Suburra - La serie, composta da sei episodi, è stata interamente pubblicata sul servizio di streaming on demand Netflix il 30 ottobre 2020.
| n° | Titolo      | Pubblicazione   |
| -- | ----------- | --------------- |
| 1  | Giubileo    | 30 ottobre 2020 |
| 2  | Tortura     | 30 ottobre 2020 |
| 3  | La festa    | 30 ottobre 2020 |
| 4  | Il processo | 30 ottobre 2020 |
| 5  | Fratelli    | 30 ottobre 2020 |
| 6  | Risvegli    | 30 ottobre 2020 |

## Giubileo
- Diretto da: Arnaldo Catinari
- Scritto da: Ezio Abbate, Fabrizio Bettelli, Andrea Nobile, Camilla Buizza, Marco Sani (soggetto); Ezio Abbate e Fabrizio Bettelli (sceneggiatura)

### Trama
23 giugno. Manfredi è in riabilitazione dopo il risveglio dal coma, anche se è destinato al carcere. Adelaide confida nell'intercessione del Samurai per far ottenere a Manfredi gli arresti domiciliari e rimetterlo alla guida del clan al posto di Spadino. Il Samurai discute con Badali del Giubileo straordinario indetto da Nascari per l'anno successivo, mirando a mettere le mani sui fiorenti appalti del Vaticano. Siccome le società proposte dai Badali sono impresentabili, il Samurai chiede alla socia Sibilla di preparare un elenco di imprese fidate. Aureliano e Spadino concordano di non ridiscutere il loro patto, anche se va risolto il problema di Flavio che ha accoltellato un Anacleti. Angelica continua a manifestare un certo scetticismo nei confronti dell'alleanza con gli Adami, non concordando con la soluzione trovata da Spadino.
Cinaglia apprende direttamente da Nascari che il Giubileo si svolgerà quasi interamente in Africa, mentre Roma accoglierà esclusivamente le cerimonie di apertura e chiusura, bandendo ogni contatto con lui perché sa che rappresenta il Samurai. Aureliano si reca da Flavio, senza sapere che questi è in combutta con il Samurai e che arriveranno i suoi uomini per ucciderlo. Flavio tradisce il Samurai e salva Aureliano, aiutandolo a scampare all'agguato. Cinaglia non riesce a recuperare il rapporto con Alice, mostrandole un lussuoso appartamento cinquecentesco che ha intenzione di comprare. Nemmeno Sara, diventata la sua amante, lo tiene in debita considerazione, tanto da voler intraprendere la gestione di uno dei più grandi centri di accoglienza d'Europa, situato in Sicilia.
Diversi cardinali non vedono di buon occhio la trovata di Nascari, convinto che si sia assicurato l'elezione a prossimo papa. Aureliano e Spadino incaricano Nadia e Angelica di sequestrare Alice e i figli, in modo da ottenere la collaborazione di Cinaglia. Costui deve ingannare il Samurai, conducendolo a un appuntamento di affari che si rivela essere una trappola, dove lo attendono proprio Aureliano e Spadino. Aureliano gambizza il Samurai e Spadino lo uccide. Nonostante abbia adempiuto al suo compito, Aureliano e Spadino non sono ancora disposti a lasciare andare Cinaglia e la sua famiglia. Il politico suggerisce loro l'affare sicuro del Giubileo, venendo ammonito che farà la stessa fine del Samurai se non riuscirà a farli progredire. Il cadavere del Samurai giace accanto a una panchina, con il Colosseo sullo sfondo.

## Tortura
- Diretto da: Arnaldo Catinari
- Scritto da: Ezio Abbate, Fabrizio Bettelli, Andrea Nobile, Camilla Buizza, Marco Sani (soggetto); Andrea Nobile (sceneggiatura)

### Trama
24 giugno. Spaventata da quanto accaduto, Alice scappa con i bambini, mentre Cinaglia deve vedersela con Boiardo, il quale minaccia di sterminarlo insieme alla famiglia se scoprirà che è coinvolto nella sua tragica sorte. Aureliano desidera espandersi fino a Roma Nord, inviando Nadia e Angelica a trattare con Titto Zaccardelli, referente della zona. Zaccardelli risponde picche, stabilendo che parlerà direttamente con Aureliano. Sibilla consegna a Latelli il testamento del Samurai, in cui gli lascia dei soldi e un appartamento, auspicando che lui ne raccolga l'eredità. Infine, Sibilla invita Aureliano e Spadino ad abbandonare i loro propositi di dominio, rimarcando che Roma non è Ostia e che, per comandarla, serve il potere. Per costringerlo a corrompere Nascari, Aureliano e Spadino rinchiudono Cinaglia nella sauna.
Cinaglia garantisce a Ferdinando Badali l'assoluta lealtà di Aureliano e Spadino per il controllo delle strade. Aureliano si accorda con Badali per superare l'ostracismo di Zaccardelli e accaparrarsi lo spaccio a Roma Nord. Spadino è dispiaciuto nello scoprire dalla ginecologa che il tanto atteso figlio sarà in realtà una femmina. Latelli non vuole saperne del lascito del Samurai, avendone sempre disprezzato l'idea di atteggiarsi a padrone di Roma, mentre in realtà controllava soltanto una piccola parte della città. Don Badali in persona giunge al cospetto di Sibilla, chiedendole di portare avanti l'attività del Samurai. Boiardo chiede a Zaccardelli di convocare Aureliano a Roma Nord per poterlo uccidere. Tuttavia, Zaccardelli non se la sente di mettersi contro il nuovo partner e decide di eliminare Boiardo e i suoi uomini.
Cinaglia offre al giudice Gioberti un incarico di consulenza nella sua commissione, aspettandosi in cambio la concessione dei domiciliari per Manfredi. Ancora amareggiato per la notizia della ginecologa, Spadino brucia la costosa culla acquistata con Aureliano, alla quale aveva dedicato così tante attenzioni. Aureliano è combattuto tra la felicità di aver eliminato il Samurai, vendicando la morte di Livia, e la preoccupazione di stare compiendo un passo decisivo verso la costruzione di un impero, realizzando quella visione che il padre non aveva mai avuto il corso nemmeno di immaginare. Tornato libero, Manfredi incrocia la macchina di Cinaglia lungo il tragitto verso Villa Anacleti. Manfredi ringrazia Cinaglia, il quale si aspetta che ricambi togliendogli di mezzo Spadino e Aureliano.

## La festa
- Diretto da: Arnaldo Catinari
- Scritto da: Ezio Abbate, Fabrizio Bettelli, Andrea Nobile, Camilla Buizza, Marco Sani (soggetto); Camilla Buizza (sceneggiatura)

### Trama
25 giugno. Spadino non è affatto contento del ritorno a casa di Manfredi che, seppur fisicamente acciaccato e confinato ai domiciliari, può minare la sua leadership. Aureliano non è preoccupato della cosa, convinto di poter tamponare con i soldi che entreranno da Roma Nord e, soprattutto, grazie al Giubileo. Zaccardelli mostra a Nadia e Angelica il laboratorio in cui è prodotta la droga e l'oreficeria in cui è versato il pizzo, anche se le due ragazze riscontrano qualcosa da sistemare. Cinaglia si rivolge a Don Fabrizio, un prelato che ha condiviso una missione con Nascari in Gabon ed è a conoscenza di un segreto compromettente sul cardinale. Il giovane segretario di Nascari, Vincent, è in realtà suo figlio ed è per espiare questo grande peccato che ha concepito l'idea del Giubileo in Africa.
Aureliano e Spadino pretendono da Nascari che riveda il programma del Giubileo, svolgendo i primi sei mesi a Roma, altrimenti uccideranno lui e Vincent. Spadino diventa protagonista della festa di bentornato per Manfredi, annunciando l'acquisizione dello spaccio a Roma Nord e i fiorenti guadagni in arrivo con il Giubileo, ribadendo in tal modo le sue capacità di comando dimostrate in assenza del fratello e costringendo quest'ultimo ad abbozzare. Cinaglia ricorda a Manfredi il loro patto, ricevendo assicurazioni che sta aspettando il momento opportuno per colpire Aureliano e Spadino, pur aspettandosi che sarà lui a subentrare nel business del Giubileo. Aureliano perde la brocca quando vede la vecchia villettina sul mare a Ostia, a cui sono legati tutti i ricordi familiari, in corso di demolizione per la costruzione del porto.
Spadino porta gli Anacleti a Roma Nord per festeggiare con gli Adami i successi ottenuti sotto la sua guida, ben sapendo di indispettire Adelaide perché Manfredi non può spostarsi. Manfredi tenta di sfogare la propria frustrazione su Angelica, ma lei non è più l'ingenua ragazzina di poco tempo prima e risponde abilmente alle provocazioni del cognato. Per la figlia in arrivo, Spadino ha scelto il nome Rubina, avendolo sentito dire ad Angelica in sogno. I festeggiamenti sembrano procedere a gonfie vele, tanto che Aureliano e Spadino si autoproclamano i nuovi re di Roma, ma la situazione precipita con l'arrivo di Alex e dei parenti abruzzesi. Costoro sono venuti con chiaro intento provocatorio, violando l'ordine di Spadino di non portare armi. Nadia spara a Leo, cognato di Alex, perché stava per azzuffarsi con Aureliano.

## Il processo
- Diretto da: Arnaldo Catinari
- Scritto da: Ezio Abbate, Fabrizio Bettelli, Andrea Nobile, Camilla Buizza, Marco Sani (soggetto); Marco Sani (sceneggiatura)

### Trama
26 giugno. Da ragazzo, Cinaglia tirò un pugno a un professore per un voto ritenuto ingiusto e il docente, anziché denunciarlo, lo invitò a scegliere una battaglia da combattere. Quello stesso professore, oggi, rinfaccia a Cinaglia di aver percorso la strada sbagliata ed essere diventato una persona marcia. Alex sfrutta la morte di Leo per invocare la revoca del patto con gli Adami, cui naturalmente Spadino si oppone e Manfredi si schiera al suo fianco, ricordando al cugino abruzzese chi comanda. Consapevole che il problema è soltanto rinviato, Spadino chiede ad Aureliano di mandare Nadia a chiedere il perdono del suo clan. Angelica apre gli occhi a Spadino sulla slealtà di Manfredi, il probabile regista dell'incidente al locale, mentre lui continua a pensarlo dalla sua parte. Nascari tenta di convincere Alice a denunciare suo marito alle autorità.
Aureliano decide di recarsi lui stesso dagli Anacleti, sollevando Nadia da quest'incombenza, però la fidanzata si presenta ugualmente a incontro già iniziato. Adelaide ricorda i numerosi delitti commessi dagli Adami, mettendo apertamente in discussione la bontà di questa alleanza. Nadia si appella alla legittima difesa e Angelica le dà ragione, dichiarandosi testimone oculare della scena e accusando Alex di aver provocato quanto poi accaduto, costringendo la ragazza a intervenire prima che Leo uccidesse Aureliano. I grandi capi degli Anacleti mantengono in vigore l'alleanza, pur sottolineando che la perdita da loro subita andrà in qualche modo risarcita. Manfredi assicura a Cinaglia che il suo piano di affondare Spadino sta procedendo regolarmente.
Alice rompe l'isolamento per parlare con Cinaglia, ma quando inizia a ipotizzare una possibile confessione, il marito capisce che dietro di lei c'è Nascari e tronca il discorso. Badali è arrabbiato con Aureliano per aver interrotto i lavori del cantiere, minacciando di recere dal loro accordo se non si atterrà ai patti e gli porterà prima gli appalti del Giubileo. Mentre stanno assistendo alla riscossione del pizzo nell'oreficeria di Roma Nord, Nadia ringrazia Angelica per averla coperta con il suo clan, affermando che a parti invertite lei avrebbe fatto lo stesso perché entrambe difendono i loro uomini. All'uscita il gruppo si imbatte in tre malavitosi che le minacciano con la pistola per farsi consegnare i valori, feriscono Nadia con un proiettile di striscio e uccidono uno degli uomini di Zaccardelli.

## Fratelli
- Diretto da: Arnaldo Catinari
- Scritto da: Ezio Abbate, Fabrizio Bettelli, Andrea Nobile, Camilla Buizza, Marco Sani (soggetto); Ezio Abbate e Fabrizio Bettelli (sceneggiatura)

### Trama
27 giugno. Spadino mette sotto torchio i tre aggressori di Nadia e Angelica, giustiziando due di loro per farsi rivelare dal terzo il nome del mandante. Mentre Nadia si sta riprendendo dalla sparatoria, Angelica intende sfruttare l'episodio per rivedere con Zaccardelli le quote del loro accordo. Come temeva Spadino, il mandante della rapina a Roma Nord è Manfredi, il quale nel frattempo suggerisce al clan di affiancare un reggente al fratello, incauto nel mandare in giro due ragazze da sole. Nascari puntualizza a Cinaglia che tornerà a sedersi al tavolo con lui soltanto se si libererà dei loschi personaggi con cui è in affari. Alla vigilia dell'annuncio sul Giubileo, Sibilla assicura ad Aureliano che la pratica sta procedendo correttamente, benché non abbia stima di chi ha ucciso il suo amico Samurai.
Compiuto il suo percorso spirituale, Alice ha deciso di denunciare Cinaglia, mettendo in difficoltà Nascari, che aveva promesso al politico di adoperarsi affinché la moglie cambiasse idea. Nel frattempo, Cinaglia spiega a Badali che l'unico modo per portare a termine l'affare con Nascari è estromettervi Aureliano e Spadino. Quest'ultimo affronta Manfredi, rivelandogli del malvivente che ha fatto il suo nome; quando il fratello lo colpisce con il bastone, Spadino ribalta la situazione, ma gli manca il coraggio di accoltellarlo. Manfredi rinfaccia a Spadino di non ritenerlo adatto a comandare, come ha appena dimostrato nel non saper andare fino in fondo alle proprie azioni. Dopo il suicidio del suo vecchio professore, che si è buttato dalla finestra, Cinaglia perde la testa con un automobilista.
Spadino continua a tormentarsi per non aver ucciso Manfredi, riflettendo che probabilmente è davvero un mezzo uomo. Aureliano lo consola, dicendogli che sistemerà le cose. Manfredi riferisce ad Adelaide quanto accaduto, annunciandole che l'indomani parlerà al clan e farà esiliare Spadino. Cinaglia avverte Sibilla che probabilmente ha un'idea sbagliata di lui, essendogli apparso debole, mentre in realtà è il contrario. Manfredi costringe Angelica a salire sulla sua macchina, tentando di farle credere che il vero amore di Spadino sia Aureliano. Nello stesso momento, Aureliano apre il fuoco contro la macchina di Manfredi, facendola uscire di strada. Quando scende dalla jeep e apre la portiera, Aureliano punta la pistola contro Manfredi, che a sua volta minaccia di accoltellare Angelica.

## Risvegli
- Diretto da: Arnaldo Catinari
- Scritto da: Ezio Abbate, Fabrizio Bettelli, Andrea Nobile, Camilla Buizza, Marco Sani (soggetto); Ezio Abbate e Fabrizio Bettelli (sceneggiatura)

### Trama
28 giugno. Angelica ha perso la bambina e Adelaide, dando la notizia a Spadino, lo invita ad andarsene prima che lo trovi Manfredi. Sentendosi in colpa per aver provocato l'incidente, Aureliano promette a Spadino che lo aiuterà per qualsiasi necessità, e Nadia farà altrettanto con Angelica. Dopo essere scampati con Aureliano a un agguato a Roma Nord, Spadino preleva Angelica dall'ospedale per portarla da suo padre, constatando che, senza la bambina, la loro coppia non ha più senso di esistere. Vincenzo Sale accetta di cooperare con Spadino per uccidere Manfredi, lasciando fuori Aureliano. Cinaglia tenta un'ultima disperata dissuasione con Alice, ma quando anche questa fallisce,  butta la moglie giù dal dirupo. Vincent abbandona Nascari perché non è riuscito a reggere la verità sul suo conto.
Sibilla consegna ad Aureliano un dossier esplosivo del Samurai sulla famiglia Badali. Angelica si stupisce quando Alex bussa alla porta della sua camera, intuendo che il padre ha tradito Spadino, poiché non avrebbe mai permesso a un Anacleti di entrare. Aureliano abbandona Sibilla nel momento in cui dovevano andare a un incontro con Badali, precipitandosi da Spadino proprio quando Manfredi stava per accoltellarlo. Vista la situazione di stallo, Aureliano si sacrifica per spianare la strada a Spadino verso la sua resa dei conti con Manfredi. Le condizioni di Aureliano appaiono subito disperate e "Numero 8" muore tra le braccia di Spadino. Nadia uccide Alex e salva Angelica. Don Badali ammazza Sibilla, ordinando ai suoi uomini di bruciare l'ufficio e tutti i documenti.
Spadino uccide Manfredi. Quando Nadia e Angelica arrivano sul luogo della sparatoria, trovano vari cadaveri sul terreno, tra cui Vincenzo, ma non ci sono tracce di Aureliano e nemmeno di Spadino. Prelevati i suoi figli e informandoli della morte della madre, Cinaglia riceve una busta contenente il dossier sui Badali, mentre lo stesso boss siciliano arriva al bar per dargli gli ultimi aggiornamenti sulla faida tra Adami e Anacleti. Spadino affonda il cadavere di Aureliano in mare aperto, esattamente come lui aveva fatto con la sorella Livia, informandone poi Nadia. Quando Angelica gli chiede di tornare a casa, Spadino risponde che la famiglia non ha più bisogno di lui e che è meglio prendere strade separate. Durante la fuga, Spadino ripensa a quando ha dovuto lasciare andare il corpo di Aureliano.